# Гипанис
Гипанис, Ипанис (др.-греч. Ὕπανις — буйная, бурная) — историческое наименование Кубани и Южного Буга. Страбон (I в. н.э.) писал, что есть два Гипаниса.

## Кубань
Варрон Атацинский (I в. до н.э.) и ряд других авторов, таких как Флакк (I в. н.э.), Аммиан Марцеллин (IV в. н.э.) и Юлий Гонорий (IV в. н.э.) отождествляли Гипанис с Кубанью.

## Буг
Геродот (V в. до н.э.) — первый автор, который поместил Гипанис между Тирасом (Днестром) и Борисфеном (Днепром): он писал, что Гипанис и Борисфен имеют общий лиман. Его точки зрения придерживался Плиний Старший (I в. н.э.), который утверждал, что Гипанис сливается с Борисфеном. Гай Юлий Солин (III в. н.э.) тоже отождествлял Гипанис с Бугом.